# Ed Flanders
Edward Paul Flanders (n. 29 decembrie 1934, Minneapolis, Minnesota, SUA – d. 22 februarie 1995, Denny⁠(d), Trinity County⁠(d), California, SUA) a fost un actor american. Este cel mai cunoscut ca Dr. Donald Westphall în serialul TV dramatic medical St. Elsewhere (1982–1988). Flanders a fost nominalizat de opt ori la Premiul Emmy și a câștigat trei, în 1976, 1977 și 1983.
A primit Premiul Tony pentru excelență în teatru și Premiul Drama Desk (Drama Desk Award) pentru interpretarea sa din 1973 a piesei de teatru de Eugene O'Neill, Luna dezmoșteniților (A Moon for the Misbegotten).

## Biografie
Flanders s-a născut în Minneapolis, Minnesota, ca fiul Bernicei (née Brown) și al lui Francis Michael Grey Flanders.

## Filmografie

### Televiziune
- 1967: Cimarron Strip (episodul: "The Roarer") - Arliss Blynn
- 1969: Daniel Boone (episodul: "The Traitor") - Lackland
- 1971: The Name of the Game (episodul: "Beware of the Watchdog") - Lazlo Subich
- 1971: Travis Logan D.A. - Psychiatrist
- 1971: Bearcats! (episodul: "The Hostage") - Ben Tillman
- 1971: Goodbye, Raggedy Ann (film TV) - David Bevin
- 1971: McMillan & Wife (episodul: "Husbands, Wives and Killers") - Tom Benton
- 1971: Mission Impossible (episodul: "Blues") - Joe Belker
- 1972: Mannix (episodul: "A Walk in the Shadows") - Tom Farnom
- 1972: Nichols a.k.a. James Garner - Nichols (episodul: "Fight of the Century")
- 1972: Cade's County (episodul: "The Fake") - Ben Crawford
- 1972: Ironside (episodul: "Five days in the Death of Sgt. Brown: Part 1") - Phil McIver
- 1972: The Bold Ones: The New Doctors a.k.a. The New Doctors (episodul: "Five Days in the Death of Sgt Brown: Part II") - Phil McIver
- 1972: M*A*S*H (episodul: "Yankee Doodle Doctor") - Lt Dwayne Bricker
- 1972: Banyon (episodul: "Just Once") - Sergeant Randall
- 1973: Kung Fu (episodul: "The Salamander") - Alonzo Davis
- 1973: Marcus Welby, M.D. a.k.a. Robert Young, Family Doctor (episodul: "The Comeback") - Magruder
- 1974: Barnaby Jones (episodul: "Death on Deposit") - "Doc" Fred Tucker
- 1969–1975: Hawaii Five-O (6 episoade):
  - 1969 "Up Tight" - David Stone
  - 1970 "Three Dead Cows at Makapuu" (2-part episode) - Dr Alexander Kline
  - 1970 "The Guarnerius Caper" - Dmitri Rostov
  - 1972 "While You're at It, Bring in the Moon" - Byers
  - 1974 "One Born Every Minute" - Joe Connors
  - 1975 "And the Horse Jumped Over the Moon" - Bernie Ross
- 1975: The Mary Tyler Moore Show (episodul: "Mary's Father") - Father Terrance Brian
- 1975: The Legend of Lizzie Borden - Hosea Knowlton
- 1975: Attack on Terror: The FBI vs. the Ku Klux Klan - Justice Department attorney Ralph Paine
- 1976: Hallmark Hall of Fame (episodul: "Truman at Potsdam") - President Harry S Truman
- 1979: Backstairs at the White House (episoadele 1.1, 1.2 și 1.4) - President Calvin Coolidge
- 1979: Blind Ambition (mini-serie TV) - Charles Shaffer
- 1979: Salem's Lot a.k.a. Blood Thirst - Dr Bill Norton
- 1982–1988: St. Elsewhere în 120 episoade - Dr. Donald Westphall
- 1993: Jack's Place (episodul: "Who Knew?") - Marcus Toback
- 1994: The Road Home (pilot episode) - William Babineaux

### Film
- 1970: The Grasshopper ori Passions ori The Passing of Evil - Jack Benton
- 1972: The Trial of the Catonsville Nine - Father Daniel Berrigan
- 1972: The Snoop Sisters or The Female Instinct (film TV) - Milo Perkins
- 1973: Hunter (film TV) - Dr Miles
- 1974: Indict and Convict (film TV) - Timothy Fitzgerald
- 1974: Things in Their Season (film TV) - Carl Gerlach
- 1975: The Legend of Lizzie Borden (film TV) - Hosea Knowlton
- 1975: Attack on Terror: The FBI vs. the Ku Klux Klan (film TV) - Ralph Paine
- 1975: A Moon for the Misbegotten (film TV) - Phil Hogan
- 1976: Eleanor and Franklin (film TV) - Louis Howe
- 1976: The Sad and Lonely Sundays (film TV) - Dr Frankman
- 1976: Harry S. Truman: Plain Speaking (film TV) - President Harry S. Truman
- 1977: The Amazing Howard Hughes (film TV) - Noah Dietrich
- 1977: MacArthur - President Harry S. Truman
- 1977: Mary White (film TV) - William Allen White
- 1979: Salem's Lot - Dr. Bill Norton
- 1980: The Ninth Configuration or Twinkle, Twinkle, Killer Kane - Col. Richard Fell
- 1981: Inchon - President Harry S. Truman (voice, nemenționat)
- 1981: True Confessions - Dan T. Campion
- 1981: The Pursuit of D.B. Cooper or Pursuit - Brigadier
- 1981: Skokie or Once They Marched Through a Thousand Towns (UK title) (film TV) - Mayor Albert J. Smith
- 1982: Tomorrow's Child (film TV) - Anders Stenslund
- 1983: Special Bulletin (film TV) - John Woodley
- 1989: The Final Days (film TV) - Leonard Garment
- 1990: The Exorcist III - Father Joseph Dyer
- 1991: The Perfect Tribute (film TV) - Warren
- 1992: Citizen Cohn (film TV) - Joseph N. Welch
- 1993: Message from Nam - Ed Wilson
- 1995: Bye Bye Love - Walter Sims (ultimul rol de film)